# Hendrik Hondius I
Pour les articles homonymes, voir Hondius.
Henrik Hondius I ou Hendrik Hondius l'Ancien ou Henricus Hondius I (1573 - 1650) est un éditeur et un graveur de l'âge d'or hollandais.

## Biographie
Né à  Duffel, Hondius s'établit à La Haye en 1597. D'après le poète Cornelis de Bie (1627-1715), auteur du Het Gulden Cabinet vande Edel Vry Schilder-Const (le cabinet d'or du noble art pictural), son père est un lettré du nom de Guillaume Hondius, qui émigre à Malines, à l'époque où son fils apprend à écrire. Hondius étudie auprès d'orfèvres de Bruxelles avant de prendre des leçons de peinture auprès de Johannes Wierix. En 1604, il va à Leyde, où il apprend les mathématiques et l'architecture sous la direction d'Hans Vredeman de Vries,.
Il a un fils, également graveur, Willem Hondius.
Le cartographe Jodocus Hondius, qui travaille à cette époque à Amsterdam, et son fils, Hendrik Hondius II sont semble-t-il d'une autre famille.

## Œuvre
En 1610, Hondius publie Pictorum aliquot celebrium praecipue Germaniae inferioris Effigies, qui comprend 69 portraits d'artistes, dont une gravure d'Hans Holbein.